# Aeroportul Apucarana
Aeroportul Apucarana (IATA: APU, ICAO: SSAP) este un aeroport din Paraná, Brazilia ce deservește zona Apucarana. Aeroportul a fost tranzitat în 2022 de 597 de pasageri. A fost numit după zona deservită.
Situat la o altitudine de 800 m, aeroportul dispune de 1 pistă. Este operat de Apucarana.

## Infrastructură

### Piste
Aeroportul dispune de o singură pistă. Pista 10/28 are suprafața de asfalt și dimensiunile 1.400 m × 30 m. 